# Ação direta (militar)
Ação direta (AD) é um termo usado no contexto das operações especiais militares para assaltos de pequena escala, emboscadas, sabotagens ou ações similares.
O Departamento de Defesa dos Estados Unidos tem definido ação direta como "Ataques de curta duração e outros ações ofensivas de pequena escala conduzido como uma operação especial em meios hostis, negados, ou politicamente sensível e que utiliza capacidades militares especializadas em apreender, destruir, capturar, explorar, recuperar ou danificar alvos designados. Ação direta difere das ações ofensivas convencionais nos planos físicos e de risco político, técnicas de operação, e no grau de uso preciso d força para efetuar seus objetivos específicos."
As Forças Armadas dos Estados Unidos e muito de seus aliados consideram a ação direta uma das mais básicas missões de operações especiais. Algumas unidades se especializam nisso, como os Navy SEALs e o 75th Ranger Regiment, e outras unidades, como as Forças Especiais do Exército dos Estados Unidos, têm capacidades de ação direta mas focam-se mais em outras operações. 